# Prednisolona
Prednisolona é um fármaco pertencente ao grupo dos anti-inflamatórios esteroidais. A Prednisolona é um metabólito ativo da prednisona. A prednisona é um pró-fármaco que é metabolizado pelo fígado convertendo-se à forma ativa prednisolona. É indicado no tratamento de doenças que envolvam dor e inflamação. Pode ser administrado por via oral, intramuscular (injetável) e ocular (colírio).

## Usos
É um fármaco de baixa atividade mineralocorticóide, podendo ser usada em vários casos de inflamação e doenças autoimunes tais como: asma, colite, artrite reumatóide, esclerose múltipla, lupus, Doença de Crohn, entre outras.
Pode ser usado como uma droga imunosupressora em terapia de transplante de órgãos.

## Efeitos colaterais
Retenção de líquidos na face (rosto em forma de lua), Síndrome de Cushing, acne, constipação.
Sua administração por mais de 7 dias causa uma supressão adrenal, diminuindo gradativamente o tamanho da glândula adrenal devido sua incapacidade de produzir corticosteróides e catecolaminas naturalmente. Por esta razão, pacientes que fazem uso prolongado desta droga não devem fazer uma parada abrupta, sendo necessário o desmame, ou seja, uma retirada lenta da prednisona, a qual varia de acordo com o tempo de tratamenta realizado, podendo levar dias, semanas ou meses. Uma retirada abrupta poderia levar a uma insuficiência suprarenal secundária, colocando em risco a vida do paciente. Outros efeitos ao organismo incluem a supressão da função tireoideana, redução acentuada nos níveis de hormônios sexuais (testosterona e estrogênio), aumento da excreção de cálcio, hiperglicemia e hipertensão arterial.

## Precauções
Pode mascarar sinais de infecção bacteriana.
Na presença de doença hepática grave, deve-se utilizar a prednisolona, ao invés da prednisona, visto que esta última exige a sua conversão hepática para se tornar ativa. 